# Xã Rolling Prairie, Quận Foster, Bắc Dakota
Xã Rolling Prairie (tiếng Anh: Rolling Prairie Township) là một xã thuộc quận Foster, tiểu bang Bắc Dakota, Hoa Kỳ. Năm 2010, dân số của xã này là 32 người.